# Prospectors
Prospectors (укр. Золотошукачі) — багатокористувацька браузерна гра-стратегія жанру MMORTS розроблена з використанням технології блокчейн командою розробників з України. У грі відтворено реальні економічні відносини часів Золотої лихоманки (англ. Gold rush) на Дикому Заході, що діють за принципами вільного ринку. Гра повністю децентралізована, кожна дія записується в блокчейн. Реліз відбувся 26 червня 2019 року на публічному блокчейні EOS. Наступний світ на публічному блокчейні WAX було запущено 4 грудня 2019 року. Має ігрову валюту Prospectors Gold (PGL).

## Ігровий процес

### Сюжет
Майнінг золота в грі — це основна діяльність, довкола якої формуються всі економічні та торгові відносини. Серед інших сфер діяльності, у яких можна розвивати свій бізнес: добування наземних та підземних ресурсів, будівництво, ремонт та покращення різних будівель, переробка ресурсів, виготовлення продукції та матеріалів, надання послуг з перевезення, власний магазин, кав'ярня чи банк. Події розгортаються на карті ігрового світу, в надрах якої є корисні копалини (золото, вугілля, залізна руда, глина), а на поверхні ресурси(дерево, камінь, кава, мох). У центрі карти розташовані державні споруди та громадські проєкти, зокрема приміщення Уряду, Центральний Банк, Залізнична станція, Університет та В'язниця.
Гравці поділяються на замовників та виконавців. Торгові та трудові угоди між гравцями оплачуються ігровим золотом. Кожен гравець керує трьома робітниками, якими він виконує усі завдання. Гравці об'єднуються в альянси, змагаються між собою, обираючи якомога вигіднішу модель бізнесу, виробляючи те, чого бракує або надаючи дефіцитні послуги. На старті світів гравці змагаються між собою, намагаючись зайняти ділянки із найбільшою кількістю золота чи інших ресурсів.
За кожним гравцем уважно слідкує шериф. Найпоширеніше порушення, за яке можна потрапити у в'язницю — використання ботів та мультиакаунтів. Для боротьби із цими проблемами розробники імплементували CAPTCHA та сертифікати для робітників.

### Внутрішньоігрова економіка
Усі внутрішньоігрові процеси функціонують на основі математичної формули закладеної у  смарт контракт проєкту. Основним показником, від якого автоматично формуються всі інші величини, є середня заробітна плата робітника. Поняття середньої заробітної плати — це сума золота, зароблена всіма робітниками в конкретному світі (сервері) за добу, розділена на кількість пропрацьованих хвилин всіма робітниками за одну добу. Відштовхуючись від цієї величини, обчислюється розмір оренди, ціна сертифіката робітника та інші ключові показники.
Найпопулярніші бізнес моделі в грі це  - видобування, виробництво, торгівля, спекуляція товарами та ресурсами (включаючи торгівлю між світами), купівля/продаж ділянок, банківська справа, участь у громадських проєктах. Гравці створюють ордери (замовлення), де вони самі вказують, скільки готові платити за хвилину будь-якої роботи, чи за кілометр транспортування. Ціни на ринку товарів формуються за таким же принципом. Кожен гравець обирає те, що підходить саме йому найбільше. Рентабельність тієї чи іншої дії визначається шляхом правильно обчисленої економічної доцільності.

### Комерційні організації
Банк — це комерційна організація, що отримує дохід від конвертації ігрового золота в токен PGL. Перед тим як будувати банк, гравець повинен придбати ліцензію.
Залізниця — це децентралізована комерційна організація на блокчейні (DAO), призначена для перевезення дефіцитних товарів та продукції між блокчейнами. Під час будівництва залізниці відбувається обмін будівельних матеріалів та нормогодин роботи на акції цієї організації. Після введення залізниці в експлуатацію, акціонери починають отримувати дивіденди, відповідно до кількості акцій, якими вони володіють.

## Монетизація
Абсолютно усі дії в грі монетизовані і обчислюються в ігровій валюті PGL(з англ. Prospectors Gold — золото видобувальників). PGL — це токен гри, у який треба конвертувати внутрішньоігрове золото для того, щоб вивести його з гри і навпаки. Один PGL = 1000 золота, загальна кількість токенів PGL обмежена — 220 000 000 монет. Між блокчейнами WAX та EOS існує міст-мігратор в обидві сторони. У грі Prospectors внутрішньоігрове майно має реальну вартість. Усі ресурси, матеріали, інструменти, чи інше майно в віртуальному світі Prospectors, може бути продане на внутрішньому ринку ігрового світу за ігрове золото, яке у свою чергу може бути конвертоване в PGL і виведене з гри. Після виведення з гри PGL можна обміняти на іншу криптовалюту або обміняти на фіат. Токен PGL торгується у парах PGL/EOS та PGL/WAX на торговій платформі Newdex.

## Розробка

### Створення гри
Майбутній творець Prospectors, Назар Червінський з дитинства був палким фанатом відеоігор і мріяв про ігри, які б він створив, якби був розробником Саме гра Травіан (TRAVIAN) наштовхнула його на ідею Prospectors.У 2014 він познайомився з криптовалютами та технологією блокчейн, та згадав Travian. Зокрема численні спільноти гравців, що постійно взаємодіяли між собою на великій ігровій карті. Це стало поштовхом для творчості з метою створення гри з використанням технології блокчейн, яка в режимі реального часу буде повністю децентралізованою.
Впродовж двох років він обговорював сюжет, геймплей та можливості зі своїм братом та майбутнім співзасновником Prospectors, Андрієм Маслієвичем. Вони хотіли створити гру яка буде виділялася серед інших. Унікальною особливістю Prospectors мала стати можливість монетизації ігрового часу із повною децентралізацією ігрового процесу. Впевненості щодо того, як сприймуть таку модель гравці, у засновників не було, проте запуск платформи Steemet довів, що така модель є цілком життєздатною.

### Формування команди
Штаб основної команди розташований в місті Львові, Україна, та налічує 15 людей. Перші згадки в інтернеті датуються квітнем 2017 року. На початку над грою працювали Андрій Маслієвич та Назар Червінський. Назар займався ігровим дизайном Prospectors, а також стратегічним плануванням компанії. Андрій Маслієвич шукав можливих творчих рішень у програмуванні, зокрема на блокчейні. Згодом до команди долучився провідний графічний дизайнер Максим Каркач, щоб керувати художниками та поєднати їхні результати, для створення візуальної оболонки світу золошукачів, саме так як це відчувають геймери. З приходом в команду СТО Ярослава Кіхтана розробка гри перейшла на новий рівень. Ярослав Кіхтан, що має понад 20-ти річний досвід розробки програмного забезпечення, зайняв в команді позицію прихильника простого ігрового процесу і став важливою противагою в процесі розробки і гарантом створення надійного, добре структурованого коду.

### Розробка коду
Розробка програмного коду Prospectors почалася в 2017 році і досі перебуває на стадії Beta. До публічного запуску гри в 2019 році відбулося три етапи тестування: Альфа, Бета і тестування в Jungle Testnet. Існують постійні та тимчасові ігрові світи Prospectors. Постійні ігрові світи: Дикий Захід (Wild West) та Юкон (Yukon). Тимчасові ігрові світи: Томбстоун (Tombstone) та Ігл (Eagle).
Публічний запуск гри (реліз) на блокчейні EOS (WILD WEST) відбувся 26.06.2019 року, а публічний запуск гри на блокчейні WAX (YUKON) відбувся 12.2019 року. Запуск першого тимчасового сервера на блокчейні EOS (Tombstone) відбувся 30.09.2020 року. Ціль гравців тимчасового сервера - встигнути за 60 днів (50 днів у випадку WAX) завершити два етапи будівництва залізниці. Що дасть змогу гравцям конвертувати добуте золото в PGL, через касу-обмінник на території залізниці. Цей сервер завершився перемогою гравців. Запуск тимчасового WAX світу (Eagle City) відбувся 20 січня 2021 року і також закінчився перемогою гравців.
Гра Prospectors реалізована на блокчейнах EOS і WAX, програмний код проекту закритий. Інформації щодо критичних помилок коду та вразливостей не було виявлено. В рамках опублікованого Roadmap команда розробників виконала всі заявлені пункти. Для з'єднання згаданих блокчейнів було створено міст-мігратор для переміщення внутрішньо ігрової валюти PGL, а для перевезення товарів та ресурсів в обидві сторони створено залізницю. Викликом для розробників стала боротьба з мультиакаунтами, що потягла за собою багато допрацювань та складних рішень. На даному етапі Prospectors це браузерна гра, очікується вихід додатків на IOS та Android.
Після успішного запуску Prospectors, команда заснувала компанію WECAN яка займається подальшою розробкою усіх своїх проектів. Окрім гри Prospectors, компанія WECAN веде розробку проектів Tribal Books та R-planet, які спеціалізуються на створенні цифрових ассетів та NFT.

## Огляди та відгуки

### Відгуки
Автори оглядів добре відгукнулися про децентралізацію, багатокористувацький режим, різноманіття економічних відносин. Економіку гри описали як практично ідеально збалансоване, завдяки закладеній в її основу формулі на базі заробітної плати. Гравцям дуже сподобалася відповідність ігрових світів реальному життю. Учасники ігрового процесу відзначили ефективну боротьбу команди з ботами шляхом впровадження сертифікації робітників та імплементації сервісу CAPTCHA. Багато гравців охарактеризували Prospectors як доволі складну для сприйняття гру, навіть попри те, що існує чимало мануалів та відеоінструкцій. Через кілька місяців після релізу було опубліковано офіційний відео-туторіал — навчальний інтерактивний посібник, що допомагає новачкам швидко опанувати Prospectors на практиці. Розглядається можливість майбутнього застосування гри Prospectors як навчального майданчика для вивчення технології блокчейн та принципів вільної економіки. Впродовж розвитку проекту відзначали швидкий ріст спільнот різними мовами. Зі слів розробників, чимало ідей вони отримали зі сторони від спільноти, а саме через офіційні і неофіційні канали спілкування в Telegram.
Блокчейн видання Cointelegraph опублікувало статтю, у якій було процитовано одного з представників команди блокчейну WAX та найбільшого в світі маркетплейсу цифрових активів OPSkins, що охарактеризував Prospectors як один із провідних DAPP (децентралізованих додатків) у світі, який мігрує на блокчейн WAX.

### Рейтинги
Індустрія ігор на блокчейні сприйняла Prospectors здебільшого позитивно. Рейтингові майданчики dappradar.com, dapp.review та bloks.io, що спеціалізуються на додатках на блокчейні, у різний час віднесли Prospectors до трійки лідерів за кількістю унікальних користувачів на обидвох блокчейнах EOS та WAX. На децентралізованій платформі Revain, що спеціалізується на оглядах блокчейн проектів, DAPP Prospectors зайняв четверте місце серед всіх ігор на блокчейні.

### Сторонні додатки
Спільнота Prospectors створює сторонні допоміжні додатки для зручності та оптимізації ігрових процесів. Викладач одного з університетів Санкт-Петербурга, Іван Казьменко, розробив аналітичні додатки для гри Prospectors. Гравець на прізвисько tothejupiter розробив аналітичний калькулятор для розрахунку рентабельності всіх економічних процесів в грі.